# 美し森

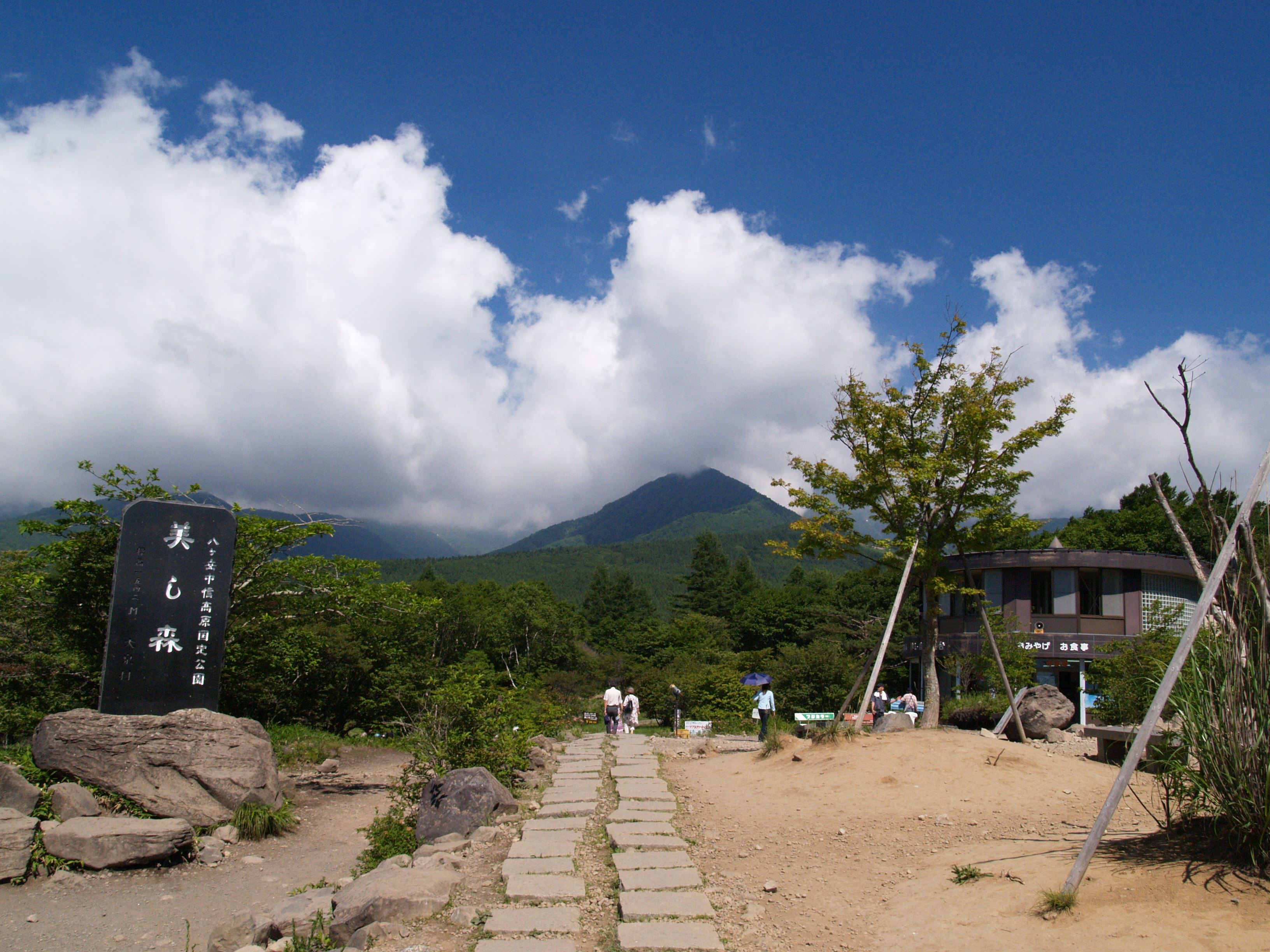
山頂。右側の建物は展望台

美し森（うつくしもり）は、山梨県北杜市にある山。標高は1,542m。
赤岳の東に延びる尾根上に位置する小高い丘である。麓を山梨県道615号美し森清里線が通過しており、ここから容易に登頂することができる。山頂には展望台があり、清里高原や赤石山脈への展望がよい。また、真教寺尾根を経て赤岳方面に登山道が延びている。

## 交通
- 清里駅から清里ピクニックバスが運行されている（季節運行）。